# الرايخ الرابع
الرايخ الرابع (بالألمانية: Viertes Reich) هو مستقبلٌ مفترض للرايخ الألماني الذي يخلف الرايخ الثالث (1933–1945)، باتباع الترتيب التقليدي المُقدم في كتاب الرايخ الثالث (Das Dritte Reich)، المنشور في 1923 لآرثر مولر فان دن بروك (Arthur Moeller van den Bruck)، الترتيب الذي يتضمن الإمبراطورية الرومانية المقدسة للأمم الألمانية كأول رايخ، والإمبراطورية الألمانية كثاني رايخ.
صيغ مصطلح الرايخ الثالث على يد آرثر مولر فان دن بروك كعنوان لكتابه الرايخ الثالث المنشور عام 1923، الذي يُشير إلى ألمانيا النازية. استخدم النازيون المصطلح لحملة دعائية تهدف إلى إعطاء الشرعية لنظامهم كدولة وريثة مُعاد تسميتها بأثرٍ رجعيّ للرايخ الأول (الإمبراطورية الرومانية المقدسة، 962–1806) والرايخ الثاني (الإمبراطورية الألمانية، 1871–1918).
استخدم مصطلح «الرايخ الرابع» بطرقٍ شتى مختلفة . فالنازيون الجدد استخدموه لوصف تصورهم لألمانيا النازية، في حين أن آخرين استخدموه بازدراء، كمنظري نظرية المؤامرة الدكتور جوزيف فاريل (Joseph P. Farrell)، وبيتر ليفيندا (Peter Levenda)، وجيم مارس (Jim Marrs) الذين استخدموه ليشيروا إلى ما استوعبوه كاستمرارية سرية للمُثل النازية.

## النازية الجديدة

خريطة ألمانيا في عام 1933

من حيث النازية الجديدة، يُتصور الرايخ الرابع بأنه يتميز بالتفوق الآري، ومعاداة السامية، والليبنسراوم، والسياسة العسكرية العنيفة، والشمولية. عند تأسيس الرايخ الرابع، يقترح النازيون الجدد الألمان أن ألمانيا يجب أن تستحوذ على الأسلحة النووية واستخدام التهديد باستخدامهم أحد أشكال الابتزاز النووي لإعادة توسيع حدود ألمانيا السابقة اعتباراً من سنة 1937.
ارتكازاً على منشورٍ لديفيد ميات (David Myatt) في أوائل تسعينيات القرن العشرين، يؤمن العديد من النازيين الجدد أن صعود الرايخ الرابع في ألمانيا سيمهد الطريق لتأسيس الإمبريوم الغربي، إمبراطورية عالمية جامعة للآريين مُطوِقة كل الأراضي المأهولة بأغلبية من شعوب متحدرة من أصل أوروبي (أي أوروبا، روسيا، وأنغلو-أمريكا، وأستراليا، والمخروط الجنوبي لأمريكا الجنوبية، ونيوزيلاندا، وجنوب أفريقيا).

## استخدامه ليشير إلى التأثير الألماني في الاتحاد الأوروبي
استخدم معلقون عبر أوروبا المصطلح «الرايخ الرابع» للإشارة إلى التأثير الذي تبذله ألمانيا - كما يعتقدون - في الاتحاد الأوروبي.

## اقرأ أيضاً
- الولايات المتحدة الأوروبية
- روما الثالثة
- النازيون الجدد

## قائمة المراجع
- Infield, Glenn. Secrets of the SS (Stein and Day, New York, 1981) (ردمك 0-8128-2790-2)
- Schultz, Sigrid. Germany Will Try It Again (Reynal & Hitchcock, New York, 1944)
- Tetens, T.H. The New Germany and the Old Nazis (Random House, New York, 1961) LCN 61-7240
- Wechsberg, Joseph  [لغات أخرى]‏. The Murderers Among Us: The Simon Wiesenthal Memoirs (Mc Graw Hill, New York, 1967) LCN 67-13204
- Marrs، Jim (2008). The Rise of the Fourth Reich. New York: William Morrow. ISBN:9780061245589. مؤرشف من الأصل في 2018-07-11.